# Pier Paolo Lucchetta
Pier Paolo Lucchetta (ur. 14 stycznia 1963 w Treviso) – włoski siatkarz, medalista igrzysk olimpijskich i uniwersjady.

## Życiorys
Lucchetta zadebiutował w reprezentacji Włoch w 1982 w wygranym meczu ze Stanami Zjednoczonymi. Zdobył złoty medal na igrzyskach śródziemnomorskich 1983 w Casablance. Wystąpił na igrzyskach olimpijskich 1984 odbywających się w Los Angeles, podczas których zagrał w jednym z czterech meczów fazy grupowej, półfinale i zwycięskim pojedynku o brąz z Kanadą. Zdobył brązowy medal na uniwersjadzie 1987 w Zagrzebiu. Podczas igrzysk 1988 w Seulu wystąpił we wszystkich meczach fazy grupowej i wygranym spotkaniu o 9. miejsce z Koreą Południową. W reprezentacji rozegrał 130 meczów.
Był zawodnikiem włoskich klubów A.P. Codognè (1978–1980), Pallavolo / Sisley Treviso (1980–1981, 1987–1991), Santal Parma (1981–1987), Centro Matic Prato (1991–1993) i Com Cavi Napoli (1993–1994). Zdobył mistrzostwo Włoch w 1982 i 1983 oraz tryumfował w pucharze Włoch w 1982, 1983 i 1987. Zwyciężał w Pucharze Europy Mistrzów Klubowych w 1984 i 1985 oraz w Pucharze CEV 1991.
W 1984 założył przedsiębiorstwo zajmujące się produkcją elektronicznych urządzeń medycznych. Jest prezesem i dyrektorem generalnym firmy.